# Ensemble Tbilisi
Ensemble Tbilisi är en manskör från Georgien som bildades 1980 som en trio vilken snabbt förvandlades till en statsunderstödd kör med framföranden i Georgien, i hela forna Sovjetunionen och även i många andra länder världen runt. 1992 blev kören en fristående, självständig kör, och i dag är Ensemble Tbilisi en av de allra främsta företrädarna för georgisk folkmusik.